# G Ciné
G Ciné est un magazine destiné aux enfants traitant des sorties cinéma de la semaine ainsi que celles sur support physique.
L'émission est diffusée sur Gulli du 21 juin 2008 au 11 janvier 2021.

## Principe
Magazine tout en images, G Ciné présente les dernières sorties cinéma, les sorties DVD et Blu-ray ainsi que les futures films,.
Le programme est narré par Benjamin Josse jusqu'en janvier 2012 remplacé par Thierry Debrune.

## Diffusion
G Ciné est diffusé sur Gulli tout au long de la semaine ainsi que le samedi et le dimanche à 20h55.

## Identité visuelle

Logo jusqu'à janvier 2011
Logo depuis août 2017